# Daniele Luchetti
Daniele Luchetti (Roma, 26 de julio de 1960) es un actor y director de cine italiano.

## Comienzos
Rodó anuncios publicitarios para Suzuki, Fiat y Galbani y fue ayudante de dirección en las películas de Nanni Moretti Bianca y La messa è finita, en las que también participaba como actor.

## Filmografía
Ha dirigido las siguientes películas:
- Domani accadrà (1988)
- La settimana della sfinge (1989)
- Il portaborse (1991)
- Arriva la bufera (1993)
- La scuola (1994)
- Piccoli Maestri (1998)
- Dillo con parole mie (2003)
- Mi hermano es hijo único (2006)

- Datos: Q1007923
- Multimedia: Daniele Luchetti / Q1007923